# November 2003
Portal Geschichte | Portal Biografien | Aktuelle Ereignisse | Jahreskalender | Tagesartikel

◄ |
20. Jahrhundert |
21. Jahrhundert

◄ |
1970er |
1980er |
1990er |
2000er
| 2010er | 2020er | 2030er | ►

◄ |
1999 |
2000 |
2001 |
2002 |
2003
| 2004 | 2005 | 2006 | 2007 | ►

◄ |
August 2003 |
September 2003 |
Oktober 2003 |
November 2003 |
Dezember 2003 |
Januar 2004 |
Februar 2004 |
►
Dieser Artikel behandelt tagesbezogene Nachrichten und Ereignisse im November 2003.

## Tagesgeschehen

### Samstag, 1. November 2003
- Berlin/Deutschland: In Berlin demonstrieren circa 100.000 Menschen gegen die „Agenda 2010“ genannten Sozialreformen der rot-grünen Regierung und bezeichnen deren Vorhaben als „sozialen Kahlschlag“.[1]
- Berlin/Deutschland: Der Ministerpräsident von Thüringen Dieter Althaus (CDU) tritt sein Amt als Präsident des Bundesrates an. Althaus ist der erste Bundesratspräsident, den das Land Thüringen stellt.[2]
- Frankfurt am Main/Deutschland: Jean-Claude Trichet wird neuer Präsident der Europäischen Zentralbank. Er will die Linie seines Vorgängers Wim Duisenberg fortsetzen.[3]

### Sonntag, 2. November 2003
- Bagdad/Irak: Nahe der irakischen Hauptstadt wird ein Hubschrauber der Streitkräfte der Vereinigten Staaten abgeschossen. 15 Soldaten verlieren sofort ihr Leben und mindestens 20 weitere werden zum Teil lebensgefährlich verletzt.[4]
- Durham/Vereinigte Staaten: In New Hampshire wird mit Gene Robinson zum ersten Mal in der Geschichte der anglikanischen Kirche ein bekennender Homosexueller zum Bischof geweiht. Konservative Teile der Episkopalkirche der Vereinigten Staaten von Amerika kritisieren den Aufstieg Robinsons.[5]
- Sumatra/Indonesien: Auf der indonesischen Insel Sumatra wurden durch eine Springflut mindestens 101 Menschen getötet. Über 100 weitere Personen werden vermisst, sie sind wahrscheinlich ebenfalls tot.
- Tiflis/Georgien: In Georgien fanden Parlamentswahlen statt, deren ordentliche Durchführung u. a. wegen langer Wartezeiten vor den Wahllokalen und dem Fehlen von Wahlberechtigten auf den Wählerlisten bezweifelt wurde.

### Montag, 3. November 2003
- Israel: Das öffentliche Leben in Israel wurde durch einen Generalstreik stark beeinträchtigt. Die Gewerkschaften hatten dazu aufgerufen, um gegen Sparmaßnahmen der Regierung Ariel Scharon zu protestieren. Ein Arbeitsgericht hat jedoch nur einen Streik von 4 Stunden erlaubt.
- Kabul/Afghanistan: Die afghanische Regierung hat den Entwurf für eine neue Verfassung vorgelegt. Der Entwurf sieht den Namen 'Islamische Republik Afghanistan' vor. Der Entwurf muss nun von der Loja Dschirga ratifiziert werden.
- Mekka/Saudi-Arabien: In einer Polizeiaktion, bei der 2 Menschen ums Leben kommen, gehen saudische Einheiten gegen Terrorverdächtige vor, die vermutlich während des Ramadan einen Anschlag auf die heiligen Stätten geplant haben.
- Palästinensische Autonomiegebiete: Die Terrororganisation Hamas hat gegenüber dem palästinensischen Ministerpräsidenten Ahmad Qurai das Zugeständnis gemacht, in Zukunft möglicherweise die Zivilbevölkerung zu verschonen. Frühere Waffenstillstandsvereinbarungen scheiterten an den gezielten Tötungen der israelischen Armee.

### Dienstag, 4. November 2003
- Hessen/Deutschland: Gegen den Sparkurs des hessischen Ministerpräsidenten Roland Koch gehen mehr als 10.000 Menschen auf die Straße.
- Österreich: Die Mitarbeiter der Österreichischen Bundesbahnen demonstrieren mit einem Warnstreik von 0 Uhr bis 12 Uhr gegen die Privatisierung der ÖBB und gegen gesetzliche Änderungen der Dienstverträge.
- Tiflis/Georgien: Rund 10.000 Menschen demonstrieren gegen den schleppenden Verlauf der Stimmenauszählung der Wahl am Wochenende. Es wird Manipulation befürchtet, zumal das in Umfragen abgeschlagene Regierungsbündnis Für ein neues Georgien bei den vorläufigen Auszählungen vorne liegt.[6]
- Vereinigte Staaten: Der Netzwerkspezialist Novell gibt die Übernahme der SuSE Linux AG zum Preis von 210 Millionen US-Dollar bekannt. Die Transaktion soll bis Februar 2004 abgeschlossen sein. Damit wird Novell einer der größten Anbieter für Lösungen um das freie Betriebssystem Linux.

### Mittwoch, 5. November 2003
- Ankara/Türkei: Die Türkei erklärt, sie werde keine Truppen in den Irak schicken, solange die Sicherheitslage sich dort nicht verbessere.
- Sonne: Astronomen verzeichnen seit Tagen eine extreme Sonnenaktivität mit den heftigsten Flares, die je beobachtet wurden. Mehrere Satelliten fallen daraufhin aus, in Skandinavien kommt es zu Stromausfällen, die Besatzung der Internationalen Raumstation im erdnahen Orbit wird in den am besten abgeschirmten Teil der Station verlegt.

### Donnerstag, 6. November 2003
- Berlin/Deutschland: Der CDU-Bundestagsabgeordnete Henry Nitzsche stellt in einem Interview mit der Zeitung „Der Selbständige“ des Bunds der Selbständigen die Behauptung auf, dass einem „Moslem eher der Arm abfaule“, als dass er „bei der Christlich-Demokratischen Union ein Kreuz macht“.[7]
- London/Vereinigtes Königreich: Michael Howard wird Chef der britischen Konservativen.
- New York/Vereinigte Staaten: Bei der UNO entscheidet sich der Rechtsausschuss gegen eine Entscheidung zum Thema Klonverbot. Möglich macht dies die Stimme der Bundesregierung, die sich damit nach Kommentatorenansicht gegen eine ausdrückliche Entscheidung des Bundestages stellt.
- New York/Vereinigte Staaten: Associated Press gibt die Zahl der im Irak getöteten US-Soldaten mit 2.664 an, daneben starben 117 britische, 32 italienische, 18 ukrainische, 17 polnische, 13 bulgarische und 11 spanische Soldaten.

### Freitag, 7. November 2003
- Manila/Philippinen: Unbekannte haben den Tower des Flughafens unter ihre Kontrolle gebracht.

### Samstag, 8. November 2003
- Irak: Im Irak wurden bislang 260 Massengräber entdeckt, die die Überreste von mindestens 300.000 Opfern des Saddam-Regimes enthalten.
- Irak: Auf Grund der Sicherheitslage schließt das Internationale Komitee vom Roten Kreuz (IKRK) seine irakischen Büros in Basra und Bagdad.
- Riad/Saudi-Arabien: In der saudi-arabischen Hauptstadt Riad wurde in der Nacht zum Sonntag ein schwerer Sprengstoffanschlag in einem Wohngebiet verübt. 122 Menschen wurden verletzt 11 getötet. Der Anschlag wurde von einem Selbstmordattentäter in einem Auto ausgeführt. Die Regierungen in Saudi-Arabien und den USA vermuten die Terrororganisation Al-Qaida hinter den Anschlägen.

### Sonntag, 9. November 2003
- Gorleben/Deutschland: Rund ein Dutzend Atomkraftgegner der Umweltschutzorganisation Robin Wood haben um 6 Uhr 30 den Turm des Erkundungslagers in Gorleben besetzt. Sie fordern den Stopp der Castor-Transporte, die endgültige Absage an ein atomares Endlager Gorleben und den sofortigen Atomausstieg. Die Polizei, die zu diesem Zeitpunkt bereits in großer Zahl wegen des bevorstehenden Castor-Transports auf dem Gelände des Bergwerks einquartiert war, konnte die Aktion nicht verhindern. Die Aktivisten beendeten ihre Aktion nach ca. 12 Stunden.
- Tokio/Japan: Bei den Unterhauswahlen in Japan hat die regierende Liberaldemokratische Partei (LDP) Verluste hinnehmen müssen und besitzt nicht mehr die absolute Mehrheit der Sitze im Unterhaus. Sie kann jedoch die Regierungskoalition mit zwei kleineren Parteien fortsetzen. Die oppositionelle Demokratische Partei konnte hingegen große Stimmgewinne verbuchen.

### Montag, 10. November 2003
- Genf/Schweiz: Die Welthandelsorganisation erklärt die von den Vereinigten Staaten erhobenen Stahlzölle für unrechtmäßig. Gegen die Zölle hatte insbesondere die Europäische Union protestiert.

### Dienstag, 11. November 2003
- Berlin/Deutschland: Die Führung der Bundestagsfraktion der Unionsparteien erwägt den Ausschluss des CDU-Bundestagsabgeordneten Martin Hohmann. Gleichzeitig kündigt Roland Koch den Parteiausschluss an. Daraufhin kommt es im Internetforum der CDU zu heftigen Protesten.
- Birresborn/Deutschland: Der Birresborner Phönix Sprudel muss wegen verunreinigter Quellen schließen. Alle Angestellten verlieren den Arbeitsplatz.

### Mittwoch, 12. November 2003
- Karlsruhe/Deutschland: Das Bundesverfassungsgericht erklärt das Briefmonopol der deutschen Post für nicht-verfassungswidrig. Damit bleibt dieses gemäß Frist bis 2007 bestehen.
- Nasiriyya/Irak: Bei einem Anschlag auf das italienische Hauptquartier im Irak in Nassirijah starben mindestens 25 Menschen, 17 Italiener und 8 irakische Zivilisten. Weiterhin gab es weit über 70 Verletzte. Dies war der größte Anschlag gegen Verbündete der Vereinigten Staaten im Irak seit Ende des Irakkriegs.
- Straßburg/Frankreich: Der Europäische Gerichtshof für Menschenrechte entscheidet, dass die im November 1993 von der Republik Türkei veranlasste Auflösung der Sozialistischen Türkischen Partei das Recht auf Meinungsfreiheit verletzte.[8]

### Donnerstag, 13. November 2003
- Berlin/Deutschland: Die homosexuellen Opfer des Nationalsozialismus sollen in Berlin ein nationales Denkmal bekommen, so wie andere Opfergruppen zuvor. Der entsprechende Beschluss des Kulturausschusses des Bundestags kommt ohne Unterstützung der Unionsparteien zustande. Die Gestaltung des Denkmals soll ein künstlerischer Wettbewerb klären.[9]
- Irak: Anders als geplant wird Japan nun doch keine Truppen zum Wiederaufbau des Iraks senden. Portugal hingegen hält am Plan, 128 Polizisten als Ausbilder zu schicken, fest.
- Vereinigte Staaten: Die Vereinigten Staaten wollen die Hoheitsgewalt über den Irak schneller als geplant in die Hände demokratisch legitimierter Volksvertreter überführen. Innerhalb der nächsten 6 Monate sollen Wahlen stattfinden. Diese Planänderung wird als Antwort der USA auf zahlreiche Anschläge in den letzten Monaten gesehen.

### Freitag, 14. November 2003
- Berlin/Deutschland: Die Bundestagsfraktion der Unionsparteien vollzieht den Ausschluss des CDU-Bundestagsabgeordneten Martin Hohmann aufgrund seiner als antisemitisch eingestuften Äußerungen am 3. Oktober.[10]
- Frankfurt am Main/Deutschland: Der Landesverband der Jüdischen Gemeinden in Hessen stellt Strafanzeige gegen Martin Hohmann und 17 weitere Mitglieder der CDU-Ortsgruppe Neuhof bei Fulda wegen Volksverhetzung und anderer Delikte.
- Österreich: Nach dem am Mittwoch begonnenen Streik der Mitarbeiter der Österreichischen Bundesbahnen gegen die geplanten Änderungen der Dienstverträge nimmt die Bahn den Betrieb wieder auf.
- Paris/Frankreich: Am zweiten Europäischen Sozialforum nehmen rund 40.000 Globalisierungskritiker teil.
- Stade/Deutschland: Mit der Stilllegung des Atomkraftwerk Stade beginnt der vereinbarte Atomausstieg früher als erwartet. Da das kleine Kraftwerk nicht mehr rentabel ist, schlägt e.on die Reststrommenge auf andere Atomkraftwerke um.

### Samstag, 15. November 2003
- Istanbul/Türkei: Bei zwei Anschlägen mit Autobomben auf Synagogen im Zentrum der Stadt sind 22 Menschen getötet worden. Über 300 Menschen wurden verletzt. Zu den Anschlägen bekannte sich die Front der Kämpfer für den Islamischen Großen Osten. Behörden vermuten allerdings Al-Qaida hinter den Anschlägen.
- Mossul/Irak: Bei einem Gefecht mit irakischen Widerstandskämpfern stießen zwei Hubschrauber der Streitkräfte der Vereinigten Staaten zusammen, nachdem auf sie gefeuert wurde. 17 Soldaten starben.
- St-Nazaire/Frankreich: Bei einem Zusammenbruch der Landungsbrücke zum Luxusschiff Queen Mary II starben 16 Personen, 32 weitere wurden verletzt. Die Opfer des Unglücks waren Angehörige der Arbeiter, die das unfertige Schiff besichtigen wollten. Unter ihnen befanden sich auch viele Kinder.
- Wien/Österreich: Bei der 4. Verleihung des Nestroy-Theaterpreises werden Maria Happel als beste Schauspielerin und Markus Hering als bester Schauspieler ausgezeichnet.

### Sonntag, 16. November 2003
- Belgrad/Serbien und Montenegro: Die Präsidentschaftswahl in der Republik Serbien scheitert auch im dritten Anlauf, da bei einer Wahlbeteiligung von 38 % die erforderlichen 50 % klar verfehlt werden. Nach Stimmen liegt der rechtsgerichtete Tomislav Nikolić vor Dragoljub Micunović, aber die Wahl muss zu einem späteren Zeitpunkt wiederholt werden.

### Montag, 17. November 2003

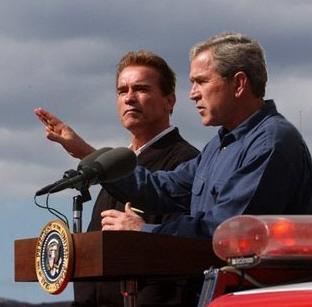
Arnold Schwarzenegger mit George W. Bush

- Sacramento/Vereinigte Staaten: Der in der Steiermark geborene Filmschauspieler Arnold Schwarzenegger (Republikanische Partei) wird in sein Amt als 38. Gouverneur von Kalifornien eingeführt.[11]

### Dienstag, 18. November 2003
- Bangalore/Indien: Das deutsche Softwareunternehmen SAP gibt seine Entscheidung bekannt, die Produktionskapazität in Indien deutlich zu erhöhen. Es wird am südindischen Standort künftig mehr Menschen beschäftigen, als derzeit in der Konzernzentrale in Walldorf tätig sind.[12]
- London/Vereinigtes Königreich: US-Präsident George W. Bush trifft zu einem dreitägigen Staatsbesuch in London ein. Der Besuch wird von zahlreichen Protesten begleitet.
- Republik Kongo: Im Kongo ist es zu einem erneuten Ausbruch der Krankheit Ebola gekommen, wie die Weltgesundheitsorganisation bestätigte. 11 Menschen sind gestorben, 105 stehen unter Beobachtung. Ebola ist bisher nicht heilbar.

### Mittwoch, 19. November 2003
- Santa Barbara/Vereinigte Staaten: Die Polizei führt eine Hausdurchsuchung in Michael Jacksons Neverland-Ranch durch und erlässt einen Haftbefehl gegen den Popstar. Michael Jackson wird Kindesmissbrauch in mehreren Fällen vorgeworfen.

### Donnerstag, 20. November 2003
- Dresden/Deutschland: Der US-amerikanische Chiphersteller AMD gibt bekannt, dass er eine zweite Fabrik in Dresden errichten wird. Dresden setzte sich gegen Konkurrenz aus den USA, Singapur und Osteuropa durch, ausschlaggebend waren die gute Ausbildung und die hohe Motivation der Belegschaft im bestehenden AMD-Werk.
- Istanbul/Türkei: Bei zwei Anschlägen mit Autobomben auf das britische Konsulat und eine britische Bank werden mindestens 27 Menschen getötet und über 450 verletzt. Unter den Getöteten befindet sich auch der britische Generalkonsul Roger Short. Obwohl sich die Front der Kämpfer für den Islamischen Großen Osten zu den Anschlägen bekennt, vermuten die Behörden die al-Qaida als Urheber.
- London/Vereinigtes Königreich: Weit über 100.000 Menschen demonstrieren in der Londoner Innenstadt gegen den Staatsbesuch von US-Präsident George W. Bush.

### Freitag, 21. November 2003
- Bagdad/Irak: Das Ölministerium und zwei Hotels wurden mit zehn Raketen beschossen. Ein US-Soldat wurde bei einem Anschlag auf einen US-Konvoi getötet.
- Parbhani/Indien: Im Parbhani im westindischen Bundesstaat Maharashtra wurde direkt nach dem Freitagsgebet ein Bombenanschlag auf eine Moschee verübt. Mehr als 20 Menschen wurden verletzt.

### Samstag, 22. November 2003
- Sydney/Australien: England gewinnt das Finale der Rugby-Union-Weltmeisterschaft 20:17 gegen Australien.
- Irak: Am Morgen wurden 5 irakische Polizisten und 5 Zivilisten in Chan Bani Saad (nördlich von Bagdad) bei einem Sprengstoffanschlag mit einer Autobombe getötet. 13 weitere Menschen wurden verletzt. Vor der Polizeizentrale in Baquba gab es ebenfalls einen Bombenanschlag. Dort starben 6 Polizisten. Eine Airbus A300 Frachtmaschine wird über Bagdad von einer Boden-Luft-Rakete getroffen, kann jedoch trotz Ausfalls aller Hydrauliksysteme notlanden.
- Tiflis/Georgien: Bei der ersten Parlamentssitzung nach den umstrittenen Wahlen kommt es zu einem Sturm von Demonstranten auf das Parlamentsgebäude. Zuvor hatten sich 25.000 Demonstranten vor dem Gebäude versammelt und den Rücktritt von Präsident Eduard Schewardnadse gefordert.

### Sonntag, 23. November 2003

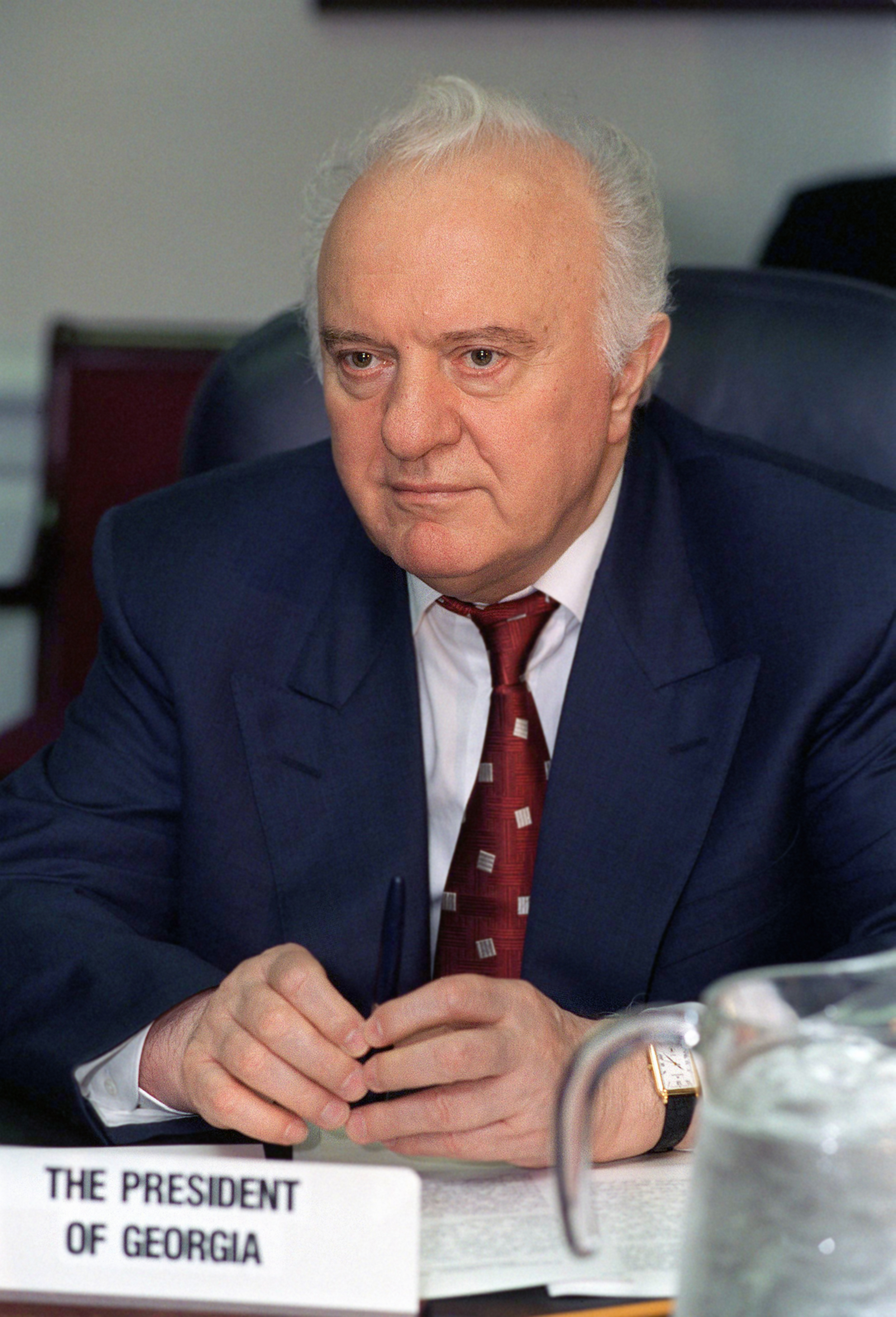
Eduard Schewardnadse

- Antarktis, Indischer Ozean: In der Antarktis und im südlichen Indischen Ozean kann eine totale Sonnenfinsternis beobachtet werden. Die mit einer Dauer von fast zwei Minuten längste Verdeckung der Sonne ist von Wilkesland aus wahrnehmbar.[13]
- Tiflis/Georgien: Nach Vermittlungsbemühungen des russischen Außenministers Igor Iwanow erklärt Präsident Eduard Schewardnadse am Abend seinen Rücktritt. Nino Burdschanadse fungiert bis zur nächsten Wahl als Präsidentin.[14]
- Zagreb/Kroatien: Bei den kroatischen Parlamentswahlen liegt die national-konservative HDZ vor dem Mitte-links-Bündnis der Regierung.

### Montag, 24. November 2003
- Moskau/Russland: Ein Feuer in einem Studentenwohnheim der Moskauer Patrice-Lumumba-Universität kostet 36 ausländischen Studenten das Leben, 170 werden verletzt.

### Dienstag, 25. November 2003
- Nigeria: Robert Mugabe, Präsident von Simbabwe, wird nicht zum Gipfeltreffen der Staats- und Regierungschefs des Commonwealth in Nigeria eingeladen.
- Pregny-Chambésy/Schweiz: Die Verantwortlichen des Gemeinsamen Programms der Vereinten Nationen für HIV/Aids berichten, dass weltweit im Jahr 2003 bisher rund 3 Millionen Menschen an AIDS starben und dass mit einem weiteren Anstieg der Fallzahlen zu rechnen sei, v. a. in Osteuropa und Zentralasien. Rund 40 Millionen Menschen weltweit trügen das HI-Virus in sich, davon 2,5 Millionen Kinder. Der am stärksten betroffene Kontinent sei Afrika mit 26,6 Millionen Infizierten.
- Washington, D.C./Vereinigte Staaten: Die Wachstumsrate des Bruttoinlandsprodukts der USA erreicht 8 %. Diese Größenordnung wurde zuletzt während der Präsidentschaft von Ronald Reagan in den 1980er Jahren erreicht.

### Mittwoch, 26. November 2003
- Belfast/Vereinigtes Königreich: Bei der zum zweiten Mal abgehaltenen Wahl zur Nordirland-Versammlung gewinnen sowohl die radikalen Unionisten der Democratic Unionist Party wie die radikalen Republikaner der Partei Sinn Féin auf Kosten der gemäßigten Parteien an Stimmenanteilen und Sitzen.[15]
- Indien, Pakistan: Die Nachbarländer vereinbaren einen Waffenstillstand in der beiderseits für das eigene Land beanspruchten Kaschmir-Provinz.
- London/Vereinigtes Königreich: Das zuletztgebaute der insgesamt 20 gefertigten Modelle des Überschallflugzeugs Concorde absolviert heute den letzten Flug einer Concorde überhaupt – er geht vom Flughafen London Heathrow nach Filton, wo der Flugzeughersteller British Aircraft Corporation ansässig ist.[16]
- Taipeh/Taiwan: Die Kuomintang erklärt sich erstmals bereit, ein mögliches Referendum über die Unabhängigkeit Taiwans nicht zu blockieren.

### Donnerstag, 27. November 2003
- Bagdad/Irak: US-Präsident George W. Bush trifft überraschend zu einem Kurzbesuch bei den US-amerikanischen Truppen in Bagdad ein und begeht mit ihnen den staatlichen Feiertag Thanksgiving.

### Freitag, 28. November 2003
- Brügge/Belgien: Der deutsche Bundesaußenminister Joschka Fischer eröffnet das Akademische Jahr am Europakolleg.

### Samstag, 29. November 2003
- Bagdad, Salah ad-Din/Irak: Bei Angriffen Aufständischer sterben in Bagdad zwei US-Soldaten und ein kolumbianischer Zivilangestellter, südlich von Bagdad sieben spanische Geheimdienstmitarbeiter und in der Nähe von Tikrit kommen zwei japanische Diplomaten ums Leben.
- Berlin/Deutschland: Studenten protestieren gegen die Kürzungen im Bildungsetat und besetzen dabei unter anderem die PDS-Zentrale im Berliner Karl-Liebknecht-Haus.

### Sonntag, 30. November 2003
- Cincinnati/Vereinigte Staaten: Polizisten verprügeln den 41-jährigen Schwarzen Nathaniel Jones mit Schlagstöcken. Zufällig filmt eine Kamera diesen Gewaltausbruch, der für Jones’ anschließenden Tod verantwortlich ist.[17]

## Weblinks

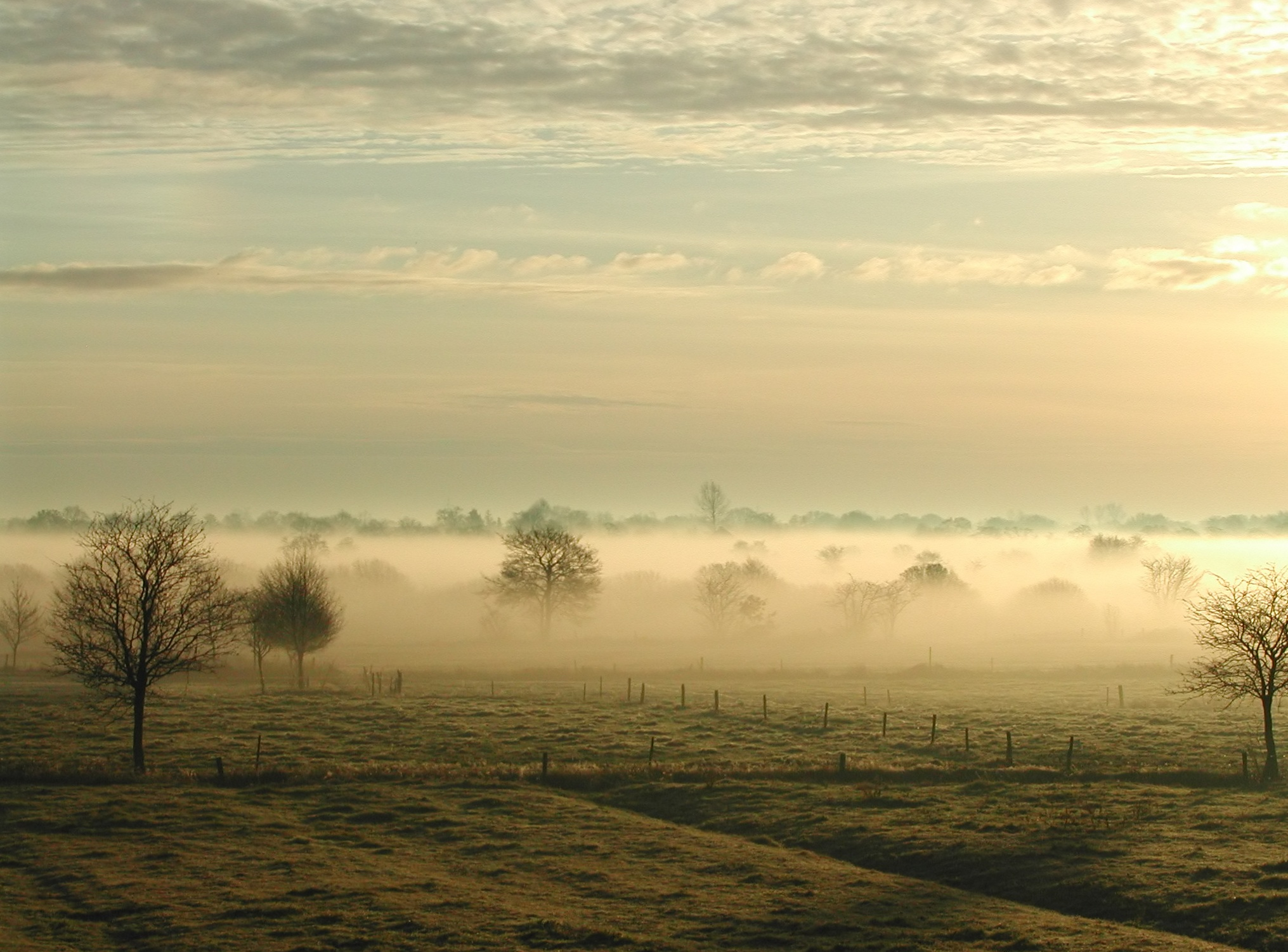
Niedersachsen im November 2003